# Oblatività
L'oblatività indica un comportamento scevro da interessi egoistici e riscontrabile nei rapporti d'amore maturo, in cui la dedizione per il destinatario del sentimento è completa.
In psicoanalisi il termine è afferibile al più alto livello dello sviluppo psichico e affettivo, contraddistinto dalla possibilità di amare e di offrire liberamente e senza contropartite. Si oppone alla captatività, che è la tendenza istintuale del neonato, ma anche di alcuni adulti immaturi, di appropriarsi di ciò che li circonda
L'unico scopo del comportamento oblativo è la totale soddisfazione delle esigenze del prossimo e dell'estraneo, in un sistema di convivenza intesa come relazione tra sistemi di appartenenza ed estraneo, senza ricerca di alcuna ricompensa o riconoscenza.
Il concetto fu introdotto dagli psicoanalisti francesi René Laforgue e Édouard Pichon e successivamente discusso da Lacan e Freud